# Mariya Takeuchi RCA YEARS Vinyl Box Collection
『Mariya Takeuchi RCA YEARS Vinyl Box Collection』（マリヤタケウチ アールシーエー イヤーズ ビニール ボックス コレクション） は、2025年3月19日に発売された竹内まりやのボックス・セット。

## 解説
RCA時代にリリースされた、1978年発売の1stアルバム『BEGINNING』から1981年発売の5thアルバム『Portrait』までの作品と、ライブ音源（各オリジナル・アルバムのリマスター版に収録済）、デビュー曲のオーケストラバージョン、カバー曲を1枚にまとめた6作品をアナログレコード6枚組セットにしたボックス・セット。全曲2025年最新リマスター、ヴァイナル・カッティングが施された。各180g重量盤、くるみ三方背BOX、紙ジャケ、リマスター版CDに付属した解説文、当時封入されていた内袋、ポスター（「LOVE SONGS」に付属していた）、フォトカード（「Portrait」に付属していた）が封入されている。
発売に際し、『私だけのMariya Takeuchi RCA YEARS BEST5』という6つのストリーミングサービス（Apple Music、Spotify、LINE MUSIC、Amazon Music、AWA、YouTube Music）にて5曲入りのプレイリストを作成し、X、Instagramのストーリーズで指定のハッシュタグとともにシェアした人全員に『Mariya Takeuchi RCA YEARS Vinyl Box Collectionデジタル壁紙』がプレゼントされる企画が行なわれた。
ソニー・ミュージック公式YouTubeチャンネルにて、発売同年2月19日に作品紹介動画、3月5日にティザー映像、発売同日の3月19日に開封動画が公開された。また3月7日に特設サイト（リンク下）にて能地祐子による新たな解説文も公開された。

## チャート成績
オリコンチャートでは2025年3月31日付で、2577枚を売り上げ初登場24位を記録した。

## 収録内容
| 1stアルバム        | 1978年11月25日 |
| BEGINNING          | Side 1 01. グッドバイ・サマーブリーズ 02. 戻っておいで・私の時間 03. 夏の恋人 04. 輝くスターリー・ナイト 05. 目覚め (Waking up alone) Side 2 01. すてきなヒット・ソング 02. 突然の贈りもの 03. おかしな二人 04. ムーンライト・ホールド・ミー・タイト 05. サンタモニカ・ハイウェイ 06. すてきなヒット・ソング |
| 2ndアルバム        | 1979年5月21日 |
| UNIVERSITY STREET  | Side 1 01. オン・ザ・ユニヴァーシティ・ストリート 02. 涙のワンサイデッド・ラヴ 03. 想い出のサマーデイズ 04. イズント・イット・オールウェイズ・ラブ 05. ホールド・オン Side 2 01. J-Boy 02. ブルー・ホライズン 03. ドリーム・オブ・ユー 〜レモンライムの青い風〜 04. かえらぬ面影 グッドバイ・ユニヴァーシティ |
| 3rdアルバム        | 1980年3月5日 |
| LOVE SONGS         | Side 1 01. AWAY AWAY 02. さよならの夜明け 03. 磁気風 04. 象牙海岸 05. 五線紙 Side 2 01. LONELY WIND 02. 恋の終わりに 03. 待っているわ 04. September 05. 不思議なピーチパイ 06. little lullaby |
| 4thアルバム        | 1980年12月5日 |
| Miss M             | Side 1 01. Sweetest Music 02. Every Night 03. Morning Glory 04. Secret Love 05. Heart to Heart Side 2 01. 二人のバカンス 02. 遠く離れて (When You're So Far Away) 03. 雨のドライブ 04. Farewell Call |
| 5thアルバム        | 1981年10月21日 |
| Portrait           | Side 1 01. ラスト・トレイン 02. Crying All Night Long 03. ブラックボード先生 04. 悲しきNight & Day 05. 僕の街へ 06. 雨に消えたさよなら Side 2 01. リンダ 02. イチゴの誘惑 03. Natalie 04. ウエイトレス 05. Special Delivery 〜特別航空便〜 06. ポートレイト 〜ローレンスパークの想い出〜 |
| ライブ音源他       | 2025年3月19日 |
| Special Bonus Disc | - Side 1 - 01. 戻っておいで・私の時間 (オーケストラVer.) - 02. J-Boy [Live]▲ - 03. September [Live]▲ - 04. Special Delivery 〜特別航空便〜 [Live]▲ - 05. 象牙海岸 [Live]▲ - 06. すてきなヒット・ソング [Live]▲ - Side 2 - 01. Sweetest Music [Live]▲ - 02. 二人のバカンス [Live]▲ - 03.Natalie [Live]▲ - 04. リンダ [Live]■ - 05. 五線紙 [Live]■ - 06. ASK ME WHY - ▲＝1981年8月25日 中野サンプラザ〈MARIYA POPPING TOUR〉音源 - ■＝1981年12月22日 厚生年金ホール〈SO LONG LIVE〉音源 |

## 関連作品
- BEGINNING - Disc 1
- UNIVERSITY STREET - Disc 2
- LOVE SONGS - Disc 3
- Miss M - Disc 4
- Portrait - Disc 5
- VIVA MARIYA!! - Disc 6のSide 2, Tr.06『ASK ME WHY』を収録したベスト・アルバム。
- ORIGINAL COLLECTION 1978-1981 - RCA時代のオリジナル・アルバムをCD化したボックス・セット。